# Stranded in Paris
Pour plus de détails, voir Fiche technique et Distribution.
Stranded in Paris est un film américain réalisé par Arthur Rosson, sorti en 1926.

## Fiche technique
- Titre : Stranded in Paris
- Réalisation : Arthur Rosson
- Scénario : Herman J. Mankiewicz, John McDermott, Ethel Doherty et George Marion Jr. d'après la pièce de Hans Backwitz et Fritz Jakobstetter
- Photographie : William Marshall
- Pays d'origine : États-Unis
- Format : Noir et blanc - 1,33:1 - Film muet
- Genre : comédie
- Date de sortie : 1926

## Distribution
- Bebe Daniels : Julie McFadden
- James Hall : Robert Van Wye
- Ford Sterling : Comte Pasada
- Iris Stuart : Theresa Halstead
- Mabel Julienne Scott : Comtesse Pasada
- Tom Ricketts : Herr Rederson
- Helen Dunbar : Mrs Van Wye
- Ida Darling : Mrs Halstead